# 張雅琴
張雅琴（1963年11月19日—），臺灣新聞主播。

## 生平
張雅琴為家中長女，有二個弟弟、一個妹妹。父親張瑞起是山東高密人，第二期青年軍，國防醫學院，軍醫上尉退伍，博愛醫院創院院長，因住家就在診所隔壁，張雅琴認為他是24小時都在家的慈父。2008年4月，張雅琴父親張瑞起因肺炎病逝，享壽83歲。母親是客家人，外公、外婆家在苗栗後龍。
張雅琴臺北市立第一女子高級中學畢業後，就讀政大心理系，後轉入新聞系，她曾坦言「在選擇新聞系前，她不知道她這麼喜歡新聞」。大學畢業前，張雅琴即考取台視記者的資格，主跑社會線，自願前往採訪總統府前示威遊行，短短9個月即破例坐上主播台，擔任午間及週末夜間新聞主播。1986年畢業後，赴哥倫比亞大學攻讀國際關係碩士學位，回台後任台視夜間新聞主播，以「你給我30分鐘，我給你全世界」作為《世界報導》的開場白，創造了新聞品牌化的專業形象。期間，張雅琴採訪過東西德統一、波斯灣戰爭、蘇聯瓦解及亞美尼亞－亞塞拜然戰爭等國際事件。
1992年，張雅琴主持中視《又見福爾摩沙》。1993年進入TVBS，起初在香港播報無線晚間新聞和普通話新聞報道，之後回到台灣TVBS，並擔任TVBS頻道新聞部總編輯，與當時TVBS-N新聞部總編輯方念華兩強鼎立。
2003年5月，TVBS與年代分家，張雅琴成為《年代晚報》當家主播，並在年代集團旗下的東風衛視，主持新聞性節目《新聞千里眼》。離開年代後，張雅琴曾計畫於中天娛樂台開設談話性節目《張雅琴.com》，揚言以「台灣歐普拉」的風格主持，並與王偉忠多次洽談，但後因台性不合無疾而終。2005年，她加入三立新聞台，成為《三立晚間新聞》主播；2007年她加入中天新聞台，成為《中天晚間新聞》主播。
2009年4月，張雅琴轉戰東森財經新聞台，並曾暫時借調播報《東森晚間新聞》；同年6月開始播報《東森財經晚報》，並主持財經性節目。
2012年，張雅琴重回年代新聞台，以「張雅琴挑戰新聞」之姿接掌《1800年代晚報》時段，強打「說、播、批、評」的新聞性評論節目，引發熱議。2014年3月中，爆發反《海峽兩岸服務貿易協議》之「太陽花學運」期間，張雅琴因其犀利而無畏當權政府的播報風格，獲網友封為「女戰神主播」。2016年，三立新聞當家主播陳雅琳跳槽壹電視，傳出主播薪資行情，張雅琴以年薪800萬元為首，TVBS當家主播方念華、中天新聞當家主播盧秀芳以600萬元居次，壹電視主播陳雅琳和八大電視當家主播沈春華則以年薪500萬元排名第三。
2020年，COVID-19疫情延燒全球，同年3月底，張雅琴在年代新聞台YouTube官方頻道推出每日5到10分鐘英語播報單元《雅琴看世界 The View with Catherine Chang》，為台灣向世界發聲，首支影片頭條為「BBC錯誤報導英國情侶受台灣監禁」事件，播出後獲總統蔡英文於Telegram發文推薦，張雅琴回應：「我們非常榮幸，我們也很開心，我們會努力，感謝總統。」同年9月17日，美國國務次卿克拉奇訪台，當日節目播報此新聞，獲其本人轉發於Twitter與官網。
2021年1月9日，年代新聞台開播中文版《雅琴看世界》，時段為週末晚間9至11時，與因中天新聞關台而轉戰TVBS的陳文茜所主持的《TVBS文茜的世界周報》《TVBS文茜的世界財經周報》打對台；張雅琴對此表示，只是美麗的巧合，「我覺得文茜姐很棒，自己也很棒，我們姐妹爬山各自努力。」

## 經歷
- 台視主播、製作人（1990年前後）
- 中視節目主持人（1992年）
- 香港無線衛星台TVBS主播、製作（1992年）
- TVBS頻道主播、主持人、新聞部總編輯、董事[19]（1995年－2003年）
- TVBS-N主播、主持人（1995年－1996年）
- TVBS董事（2003年）
- 東風衛視節目主持人（2003年）
- 年代電視執行副總
- 三立新聞台主播（2005年－2007年）
- 中天新聞台主播（2007年－2009年）
- 東森新聞台主播（2009年－2012年）
- 東森財經新聞台主播、主持人（2009年－2012年）
- 年代新聞台《1800年代晚報－張雅琴挑戰新聞》當家主播（2012年7月9日－至今）
- 年代新聞台《雅琴看世界》主持人。（2021年1月9日－至今）

## 爭議

### 潘美辰事件
- 1992年3月18日，台視夜間新聞節目《台視新聞世界報導》「夜幕追蹤」單元，主播張雅琴在報導「女同性戀者急速增加」的議題時，先播出一段女同性戀俱樂部偷拍畫面後，接著說「外傳潘美辰和鄺美雲是同性戀，面對大家的質疑，潘美辰有自己的解釋……」，引發潘美辰所屬的藍與白唱片、鄺美雲所屬的科藝百代（EMI）不滿。
- 社會各界同聲譴責此報導，作家馮光遠發起藝文界人士連署支持同志的平等權。4月5日，30位文化界人士發表《尊重同性戀的一封信》公開聲援。4月10日，藍與白唱片和科藝百代以潘美辰和鄺美雲的名義，同時向台北地方法院提出告訴，認定此事係台視「新聞部」的作法錯誤而非台視，因此以《中華民國刑法》誹謗罪控告台視新聞部經理廖蒼松、《台視新聞世界報導》製作兼主播張雅琴以及採訪記者璩美鳳。
- 5月7日，中華民國新聞評議委員會表示，《台視新聞世界報導》三月份「夜幕追蹤」中的女同性戀報導等三個單元報導不當，希望予以改善；而《台視新聞世界報導》在「女同性戀酒吧」專題中，憑空外加一段所謂「澄清傳言」式訪問，此作法不僅悖離新聞道德，也造成當事人的傷害，台視董事長陳重光為此事件道歉，《台視新聞世界報導》主播張雅琴隨後離職、赴美哥倫比亞大學東亞研究所唸書[20]。

### 張惠妹事件
- 2003年6月10日，張雅琴主持東風衛視新聞節目《新聞千里眼》時，報導「一位名叫張惠妹的」買了台北市信義計劃區內「信義之星」四戶豪宅。
- 2003年6月11日，其他媒體跟進直指台灣歌手張惠妹一口氣買了四棟豪宅；同日，張惠妹經紀人高一秀出面澄清：「阿妹確實在『信義之星』買了一戶，但不是四戶。」高一秀批評：「張雅琴應該將心比心。很多名人都很重隱私，不希望生活被打擾。阿妹曾經有段日子很自閉，整整三個月吃泡麵果腹，不敢接觸人群；好不容易在朋友的勸導下走出陰影，開始運動、上英文課；現在隱私被媒體赤裸裸攤開來，就算房子蓋好，也不會去住了，只會當成儲蓄和投資。」
- 同日，張雅琴回應：「當初華納唱片（當時張惠妹所屬的唱片公司）否認這房子是阿妹的，現在幹麼改口啊？節目裡目講的是『信義之星』的風水，況且沒有說是『哪個張惠妹』啊。」張雅琴強調：「製作單位調閱戶籍資料，有一位名叫『張惠妹』的，在『信義之星』訂了四戶。我們私底下求證過華納唱片，當時他們否認；幹嘛現在又對號入座，說是她的房子？你去問他們，為什麼有四戶房子的權狀書？節目中也談到很多豪宅，又不是只講『信義之星』；一串豪宅的名字，念得我嘴巴發酸哩[21]。」

### 新聞東廠事件
- 2004年2月9日，「閱聽人監督媒體聯盟」（閱聽盟）批評，張雅琴主播《年代晚報》於2004年1月27日訪問林雅惠（如花）是不是處女，涉嫌「公然觸犯個人隱私」與「刻意炒作新聞」。張雅琴回應：「『處女說』是按如花事前主動給我的資料，其他媒體都已報導過；而且在這個問題前，我們先播出當天發生、曾自稱是處女的小甜甜布蘭妮閃電結婚又離婚的新聞。聯盟（閱盟）應該看我們完整的訪問內容。」[22]
- 2004年2月11日，張雅琴與其律師討論將對閱盟採取法律行動，並批評閱盟是法西斯主義團體：「這是什麼年頭了，還在民主社會中搞這種愚民政策，觀眾自己沒有判斷能力嗎？不照他們的作法，就要被扣帽子，那新聞自由在哪裡？我是專業出身，不會因為壓力而低頭。」
- 2004年2月12日上午，閱聽盟召開記者會，公開批評年代電視、東森新聞S台、中天新聞台與超級電視台「有失專業」，並要求張雅琴與林青蓉公開為「侵犯新聞人物隱私權」或「新聞綜藝化」的行為道歉；閱聽盟宣稱已「下達最後通牒」，如果兩個星期內未改善，閱聽盟將聯合廣告主抽掉廣告預算。
- 張雅琴批評，《年代晚報》2004年1月27日訪問如花的問題都是如花方面提供的資料，並有完整新聞搭配；她質疑，閱聽盟沒有看過完整的新聞內容，就斷章取義，並有主觀的預設立場；「我不排除走司法途徑，反控告他們誹謗及違新聞自由。」張雅琴又批評，閱聽盟立場偏頗：「用這種『新聞東廠』的方式施壓，我如果低頭道歉，不就是兒子嗎？」、「我歡迎大家的批評，但他們用『撤廣告』當手段，難道新聞是有價的、可以被收買的嗎？那台灣的社會恐怕會倒退五十年。」閱聽盟執行秘書兼廣電基金執行長林育卉回批：「反張雅琴的專業是毀在自己的手上。」[23][24]

### 蘇慧倫事件
- 2004年2月24日，《年代晚報》獨家報導「三十多歲玉女歌手得淋病，子宮潰爛摘除」，該新聞用了疑似知名玉女歌手蘇慧倫的照片，加上「出道十多年，現在三十多歲，現在以戲劇演出為主」的背景敘述，卻隻字未提當事人姓名。蘇慧倫的經紀人紀宜良要求年代電視公開當事人姓名，張雅琴回應：「因為是知名人士，報導出來對當事人傷害很大。為了保護當事人，我們不能將姓名公布。」
- 紀宜良說，她隨時可以調出劇組拍戲紀錄證明蘇慧倫的清白，「張雅琴這樣一名資深新聞人員，怎麼會把新聞節目弄得像八卦新聞？如果觀眾茶餘飯後要看八卦，會去看綜藝節目，而不是新聞報導。」年代新聞部副總編輯戴忠仁說：「這新聞造成任何人困擾並非我們的本意，也為此感到遺憾。我們對新聞流程的標準有所堅持，做到了查證工作。只是經過討論後，我們選擇不將查證過程及消息來源曝光。」[25]
- 2004年2月25日，中華民國演藝工會理事長楊光友抨擊，張雅琴身為專業新聞人，做新聞卻「含沙射影」傷害努力又認真的藝人：「年代播報八卦新聞，不指名道姓，又提不出證據，實在有失新聞專業。你想，她為什麼不說呢？就是怕藝人告她嘛！我身為演藝工會理事長，實在看不過去年代這樣一而再、再而三地傷害我的藝人。」[26]
- 同日，林育卉表示，閱盟已發出最後一封e-mail給年代新聞台，提醒兩台「期限已到」，閱聽盟將聯合廣告主抵制年代新聞台與東森新聞S台：「我們已草擬好相關文件，也備妥節目光碟，這些都會交給廣告主，並呼籲他們珍惜自己的商譽。」林育卉又說：「新聞自由不是她一個人的，她的作法會侵犯其他專業工作者的權利；而且我覺得，她的『新聞自由』其實是『新聞綜藝化』。」林育卉又批評《年代晚報》：「他們所謂的『獨家』，很多都是舊案或剪貼、拼接的新聞，每天的內容或多或少都有問題。」[27]

### 台北林森錢櫃火災
2020年4月26日，台北市錢櫃發生火警，張雅琴的報導強度遭質疑因年代集團老闆練台生與錢櫃有經營關係而有所差異。

### 新冠肺炎期間言論
2019年年底，中華人民共和國湖北省武漢市爆發2019冠狀病毒病，2020年2月3日首批自湖北撤僑回台之台商，在微博抱怨便當菜色不佳，張雅琴怒批：「人家血友病的都沒有回來了，你回到台灣在那邊『喈（白話字：kaiⁿ）』什麼『喈』？你要不要再回去吃蝙蝠？」日後（2月16日）遭中共黨報《人民日報》海外版以〈一場疫情撕下台當局畫皮〉一文點名，張雅琴與同電視台主持人陳凝觀、新聞主播安幼琪及媒體人丁學偉、王瑞德等五人為中國人民公敵，張雅琴回應：「我在播報的時候有回答，我就是說事實的狀況，因為他覺得台灣收容中心的菜不好吃，所以他可以回去吃蝙蝠，因為蝙蝠有加椰汁也很好吃。」並補充「他們可能不了解言論自由是什麼吧！」另外，針對藝人吳宗憲認為台灣政府砸2億加開口罩產能的政策是「傻B」，張雅琴批評此想法缺乏vision（遠見）；對於中華民國前總統馬英九認為中華民國（台灣）與中華人民共和國之間不存在國籍問題感到不解，張雅琴直言「Are you ok？Are you hello？Are you 秀逗？」。
同年4月8日，WHO祕書長譚德塞（Tedros Adhanom Ghebreyesus）於WHO例行記者會上，指控台灣連續3個月對他進行人身攻擊、種族歧視，稱「這些攻擊來自台灣」，張雅琴隔日於《雅琴看世界 The View with Catherine Chang》節目中駁斥，強調台灣從來沒有對任何一個國家有種族歧視，反倒是譚德塞對於台灣是否進入世界衛生組織漠不關心，回應譚德塞“Taiwan is not made of plastic”（「台灣不是塑膠做的」），該說法獲得阿根廷當地電視台「26頻道」轉述報導。

## 個人生活
1999年，張雅琴與當時TVBS導播同事劉國平結婚，育有一女（1999）、一子（2001）。她曾在《台灣心聲》節目中提及，在與劉國平結婚之前，有個交往七年、論及婚嫁的前男友，但因為結婚後要移居美國，而不肯答應結婚。
2017年10月，張雅琴受公視《誰來晚餐》邀請，拜訪高齡92的賴啟河醫師。她談到身後事時提到，自己多年前已與先生劉國平談定，希望以火葬方式處理遺體，並指定使用粉紅色棺材，墓地也已先買好了。
張雅琴過去因獨特髮型而有盾牌的外號。

## 主持作品

### 曾任播報節目
| 年份                        | 頻道           | 節目                                      | 備註                                     |
| 1988年                      | 台視           | 《台視新聞世界報導》                      | 主播（與陳藹玲、李四端、眭澔平輪流搭檔） |
| 1990年—1992年5月            | 台視           | 《台視新聞世界報導》                      | 主播                                     |
| 時間待查                    | 台視           | 《從台北看天下》                          | 主持人兼製作人                           |
| 1992年                      | 中視           | 《又見福爾摩沙》                          | 主持人                                   |
| 1993年-不詳                 | 明珠台         | 《普通話新聞》                            | 主播                                     |
| 1993年11月1日—1995年2月5日  | TVBS           | 《無線晚間新聞》（香港製播）              | 主播                                     |
| 1995年10月2日—1996年3月19日 | TVBS-N         | 《晚安台灣—晚時新聞》（原名《超級晚報》） | 主播                                     |
| 時間待查                    | TVBS-N         | 《站台灣看天下》                          | 主播                                     |
| 1996年3月20日—2003年4月30日 | TVBS           | 《無線晚報》                              | 主播                                     |
| 時間待查—2003年             | TVBS           | 《大搜索線》                              | 主播                                     |
| 2002年3月4日—時間待查       | 年代新聞台     | 《年代新聞全球報導》                      | 主播                                     |
| 2003年6月23日—2004年8月20日 | 年代新聞台     | 《年代晚報》                              | 主播                                     |
| 2003年—2004年               | 年代新聞台     | 《探索台灣》                              | 主持人                                   |
| 2003年6月9日—2003年7月18日  | 東風衛視       | 《新聞千里眼》                            | 主持人                                   |
| 2005年4月12日—2007年3月16日 | 三立新聞台     | 《三立晚間新聞》                          | 當家主播                                 |
| 2007年4月1日—2009年3月31日  | 中天新聞台     | 《中天晚間新聞》                          | 當家主播                                 |
| 2009年4月6日—2009年5月29日  | 東森新聞台     | 《東森晚間新聞》                          | 當家主播                                 |
| 2009年6月8日—2012年3月21日  | 東森財經新聞台 | 《東森財經晚報》                          | 當家主播                                 |
| 2009年                      | 東森財經新聞台 | 《雅琴的國際觀》                          | 主持人                                   |
| 2010年                      | 東森財經新聞台 | 《57健康同學會》                          | 主持人（與隋安德搭檔）                   |
| 2010年                      | 東森財經新聞台 | 《現代啟示錄》                            | 主持人                                   |
| 2010年                      | 東森財經新聞台 | 《台灣的碳息》                            | 主持人                                   |
| 2012年7月9日—至今           | 年代新聞台     | 《1800年代晚報》                          | 當家主播（說·播·批·評）                  |
| 2020年3月30日—至今          | YouTube        | 《雅琴看世界》                            | 主播（英語播報）                         |
| 2021年1月9日—至今           | 年代新聞台     | 《雅琴看世界》                            | 主持人（中文播報）                       |

## 演出作品
| 年份   | 片名           | 角色         |
| 2012年 | 《白天的星星》 | 客串新聞主播 |

## 廣告
- 愛之味「愛之味純濃燕麥」廣告代言人

## 著作
| 出版年        | 書名                                                  | 出版社     | ISBN               |
| 1996年5月1日  | 《敢於與眾不同：走自己的路，做自己的英雄》            | 圓神出版社 | ISBN 9576072034    |
| 1998年3月25日 | 《張雅琴Smart英語學習法：English Express 英語馬上通》 | 圓神出版社 | ISBN 9576073146    |
| 2002年9月1日  | 《張雅琴Smart英語學習法 新版》                        | 圓神出版社 | ISBN 957607830X    |
| 2005年5月31日 | 《敢說就不難！張雅琴救急英語寶典》                    | 圓神出版社 | ISBN 9861330798    |
| 2020年7月1日  | 《今天不挑戰，和張雅琴開心學英文》                    | 圓神出版社 | ISBN 9789861337210 |